# She Works Hard for the Money
She Works Hard for the Money је песма америчке певачице Доне Самер. Издавана је као водећи сингл са албума She Works Hard for the Money у мају 1983. за издавачку кућу Mercury Records. Песма је постала светски хит, као и једна од посетних картица певачице. Номинација за награду Греми за најбоље женско поп вокално извођење. Музички видео за песму, који је режирао Брајан Грант, био је први видео црнокоже артистице који је ушао у ротацију МТВ-а.